# Republika Hrvatska (Buenos Aires)
Republika Hrvatska je bio hrvatski emigrantski list, glasilo Hrvatske republikanske stranke.
Izlazio je u Buenos Airesu kao tromjesečnik, a prvi broj je izašao 1951.

## Urednici
- Ivo Korsky

## Poznati suradnici
- Ivo Omrčanin

## Vanjske poveznice
- Bibliografija Hrvatske revije[neaktivna poveznica] Republika Hrvatska, glasilo Hrvatske republikanske stranke